# Clifton (Derbyshire)
Clifton – wieś w Anglii, w Derbyshire. Leży 20,4 km od miasta Derby, 20 km od miasta Matlock i 200,6 km od Londynu. Clifton jest wspomniana w Domesday Book (1086) jako Cliptune.